# 日下千帆
日下 千帆（くさか ちほ、1968年2月29日 - ）は、マナー講師、フリーアナウンサー。元テレビ朝日のアナウンサー。

## 来歴
東京都荒川区南千住出身。荒川区立第二瑞光小学校、1986年3月、東京都立白鷗高等学校卒業、同年4月、成蹊大学法学部政治学科入学。
1987年、ワシントン州立大学にてカレッジプレップを履修。大学時代、バブル最盛期で、当時外資系金融機関や持てはやされた広告代理店希望で就職活動を行っていたが内定を獲得出来ず、レコード会社から内定を受諾していたが、アナウンサーを志望して受験し、内定を獲得したテレビ朝日に成蹊大学卒業後、1991年4月入社。同期は同じく元アナウンサーの真鍋由、元政治部デスク、現：政治ジャーナリストの細川隆三。また、学生時代、当時アイドルの登竜門とされた雑誌「Momoco」主催の「モモコクラブ」のメンバーだった。
新人研修の3ヶ月後、『ANNニュースフレッシュ』で初鳴き。その後、『朝イチ!N天CNN』担当時に日下は報道番組出演を希望したが、当時のアナウンス部長の裁量により、以降バラエティ番組を担当。
1997年、現：テレビ大阪報道部担当部長で、当時：広島ホームテレビ報道部記者でANNニューヨーク支局に派遣中、ペルー日本大使公邸占拠事件でMRTAと膠着状態中に外務省の命令を無視し、MRTAの声明の取材をするため公邸へ突入して、現地警察部隊に一時身柄拘束された人見剛史と結婚し、テレビ朝日を寿退社。婚姻に伴い、地元東京から広島県に転居。その後は資格取得に精を出し、様々な資格を取得し、それに付随ずるセミナー司会や番組を担当。
2003年、価値観の相違で人見と離婚して、生活の拠点を地元である東京都に戻す。以降、「フリーアナウンサーとして番組出演するより、マナー講師の仕事の比率が高くなった」としており、「主たる仕事はマナー講師になっている」と述べている。

## 人物
- 白鷗高校時代、性格が自由過ぎた為、高校1年時より学校の教員の側から三者面談にて退学→転校を促されていた[6]。
- テレビ朝日時代、2020年時点で局所属女性アナウンサーの水着着用での番組出演をNGとしている中、『邦子がタッチ』を含めたテレビ朝日のニュース等の番組内で水着着用で番組に出演した経験がある[3]。また、小学生時代はスイミングスクールに通っており、荒川区内の小学校の大会に選抜される位の実力を持っていた[1]。
- 2020年時点の主たる仕事はマナー講師で、東京タクシーセンターのタクシードライバー向け英会話講師も行っているが、成蹊大時代に第2外国語に北京語を選択していた関係で[7]、中国人のパートナーと一緒に北京語も指導している[8]
- 2010年にロリータ・ファッション系の服を好む友人の買い物に付き合った際、その格好にハマり、普段から平服として着用しており、場合によってはマナー研修講師で招聘された際に「衣装指定」されるとして、そのままの格好で講師を務める事がある[7]。

## 出演番組

### 過去

#### テレビ朝日時代
報道・情報ワイドショー番組
| 期間       | 期間      | 番組名                | 役職                 |
| ---------- | --------- | --------------------- | -------------------- |
| 1993年4月  | 1994年9月 | ANNニュースフレッシュ | 週末担当キャスター   |
| 1994年4月  | 1996年9月 | 邦子がタッチ          | アシスタント         |
| 1994年10月 | 1996年9月 | 朝イチ!N天CNN         | （不明）             |
| 1994年10月 | 1996年9月 | ANNニュースフレッシュ | 日曜日担当キャスター |
| 1995年4月  | 1996年3月 | パワーワイド          | レポーター           |

その他
- OH!エルくらぶ
- ミュージックステーション（アーティスト中継先リポーター）
- 音楽ニュースHO

### フリー以後

#### テレビ
- 爆報! THE フライデー（TBSテレビ） - 2016年6月3日
- シャンソンをあなたに（TOKYO MX）
- 組織人事ライブ（ビジネス・ブレークスルー）
- Organizational Behavior 〜金井式組織行動論〜（ビジネス・ブレークスルー）
- 経営者ライブ（ビジネス・ブレークスルー）

#### インターネット動画配信
- Wの悲喜劇（AbemaNews） - 2020年4月4日

## その他

### コラム
- 女子アナ日下千帆の「美女は友達」（FLASH） - 2019年7月 -